# Coelioxys somalica
Coelioxys somalica är en biart som beskrevs av Heinrich Friese 1922. Coelioxys somalica ingår i släktet kägelbin, och familjen buksamlarbin. Inga underarter finns listade i Catalogue of Life.